# Citara (milicia)
En el ámbito militar, se llama citara a una formación táctica de la Edad Media. 
Clonard (Historia org.) dice: 

En los flancos se colocaban dos cuerpos envolventes, denominados, cítaras.

Por su parte, la Ley de Partida dice

Et alas ó citaras posieron porque si acaesciese que las haces se alongassen mucho unas de otras, que non pudiessen los enemigos de travieso entrar en ellos. E otrosí, porque cuando las haces se ayuntassen, pudiessen venir más aína los de las alas de ellos á ellos, por ferir los enemigos de travieso ó tomarlos las espaldas. Había además otros pelotones llamados tropeles que fueron fechos ó puestos para facer derramar las huestes; et otrosí, para rescibir los que viniessen derramados, tomándolos las espaldas de manera que los desbaratasen.

Aunque la citara y el tropel parecen a primera vista una misma cosa, había alguna diferencia, si no en el servicio a que estaban destinados, al menos en el modo de hacerlo. Ambos eran cuerpos volantes encargados de cubrir las maniobras del ejército, del mismo modo que lo practicaban las compañías de cazadores. Pero la citara combatía en correcta formación y los individuos que constituían el tropel, obraban independientes unos de otros, abandonados a la inspiración de su propio corazón. De lo que acabamos de decir de la táctica de la Edad Media se deduce naturalmente la táctica moderna ya que sus principales bases han sido el orden extendido o de batalla y el de columna, siendo el primero una imitación del haz y la segunda, una reproducción de las masas de aquel tiempo.